# Atherosperma moschatum
Atherosperma moschatum (con nombre común sasafrás del sur o sasafrás negro) es un árbol siempreverde es una especie perteneciente a la familia de las aterospermatáceas.

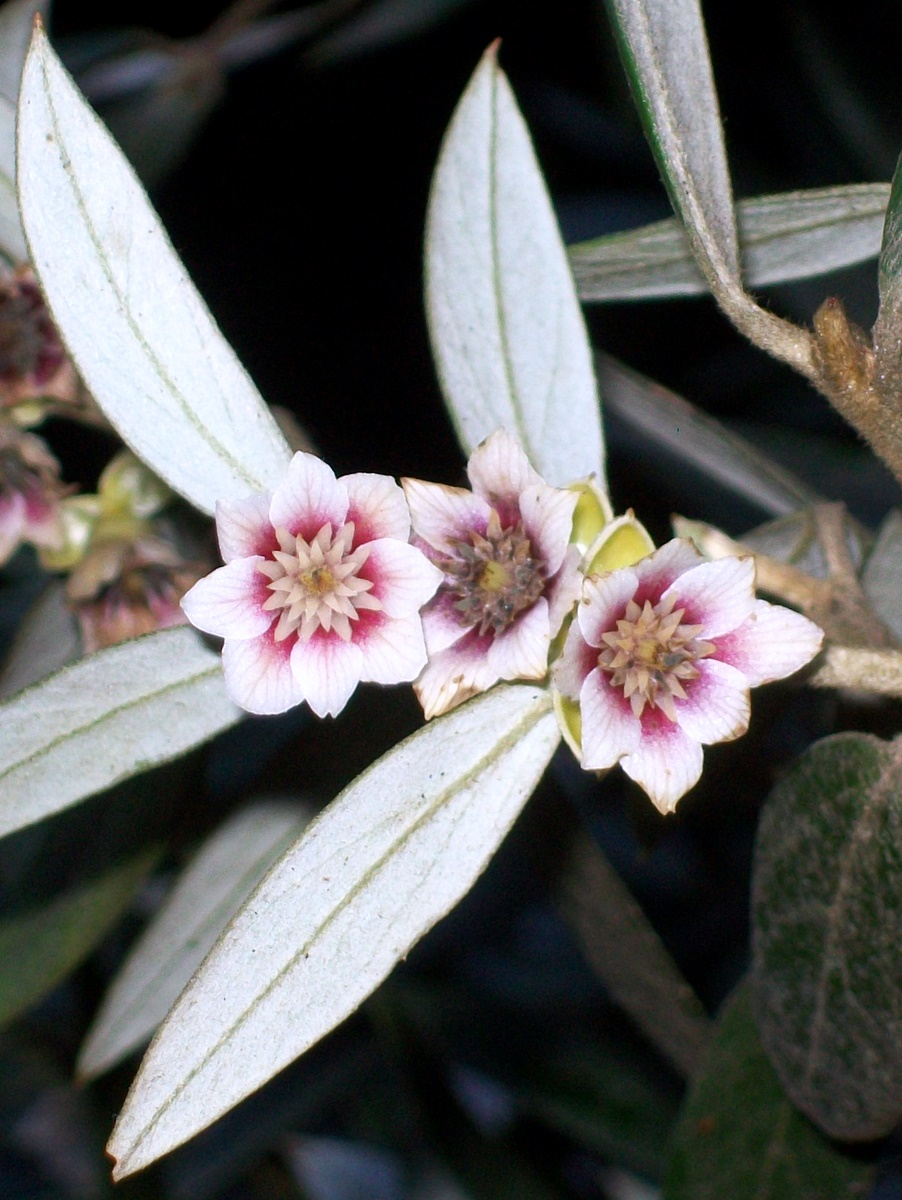
Detalle de hoja y flor

## Descripción
A. moschatum puede crecer a una altura de 30 m. Las hojas miden 3-10 cm e largo y 8–25 mm de ancho, los márgenes son burdamente dentados, pero la población del norte en el área de Barrington Tops tiene hojas enteras en su mayoría.

## Distribución geográfica
Es nativo de los frescos bosques templados húmedos de Tasmania, Victoria, y el este de Nueva Gales del Sur, Australia. Su área más septentrional es en el Parque nacional Cumbres Barrington.

## Cultivo
Originaria de Tasmania, Australia. Se propaga por semilla en primavera y por esqueje con, al menos, un nudo. El esqueje puede tardar bastante en arraigar. Quiere suelo profundo, rico y bien drenado, tiende a ácido o neutro, en posición resguardada, no demasiado cálida, riegos abundantes en períodos secos. De crecimiento lento, las raíces son muy invasoras. Soporta mal la exposición a pleno sol y los vientos fuertes, pero tolera la nieve, el hielo y temperaturas hasta bajo cero.
Se ha plantado en las islas británicas tan al norte como Irlanda del Norte y Escocia.

## Propiedades
Indicaciones: La corteza es diurético o diaforético. Usada por los aborígenes australianos para reumatismos y sífilis.

## Taxonomía
Atherosperma moschatum  fue descrita por Jacques Julien Houtton de La Billardière y publicado en Novae Hollandiae Plantarum Specimen 2: 74, t. 224. 1806.
Sinonimia
- Atherosperma integrifolium A.Cunn. ex A.DC.
- Atherosperma tasmanicum Gand.
- Atherosperma muticum Gand
- Atherosperma dilatatum Gand.[7][8]